# جبل تسوكوبا
جبل تسوكوبا ((باليابانية: 筑波山 تسوكوبا سان)) هو جبل ارتفاعه 877 م (2,877 قدم) يقع بالقرب من تسوكوبا، اليابان. يعتبر جبل تسوكوبا واحد من الجبال الأكثر شهرة في اليابان، ولا سيما أنه معروف بقمته المزدوجة، نيوتاي-سان بارتفاع 877 م (2,877 قدم) ونانتاي-سان بارتفاع 871 م (2,858 قدم). يتسلق كثير من الناس ما يسمى «الجبل الأرجواني» سنوياً لمشاهدة بانورامية لمنطقة كانتو من على القمة. في الأيام الصاحية تكون طوكيو وبحيرة كاسوميغورا مرئية في الأفق، وحتى جبل فوجي يرى أحيانا من أعلى الجبل. على الرغم من أن معظم الجبال في اليابان البركانية، إلا أن جبل تسوكوبا يتكون من صخور غير بركانية مثل الغرانيت وجبرو. تعرف المنطقة المحيطة بالجبل بإنتاج الغرانيت الجميل، ولا تزال العديد من مقالع الحجار موجودة حتى اليوم.

## التاريخ

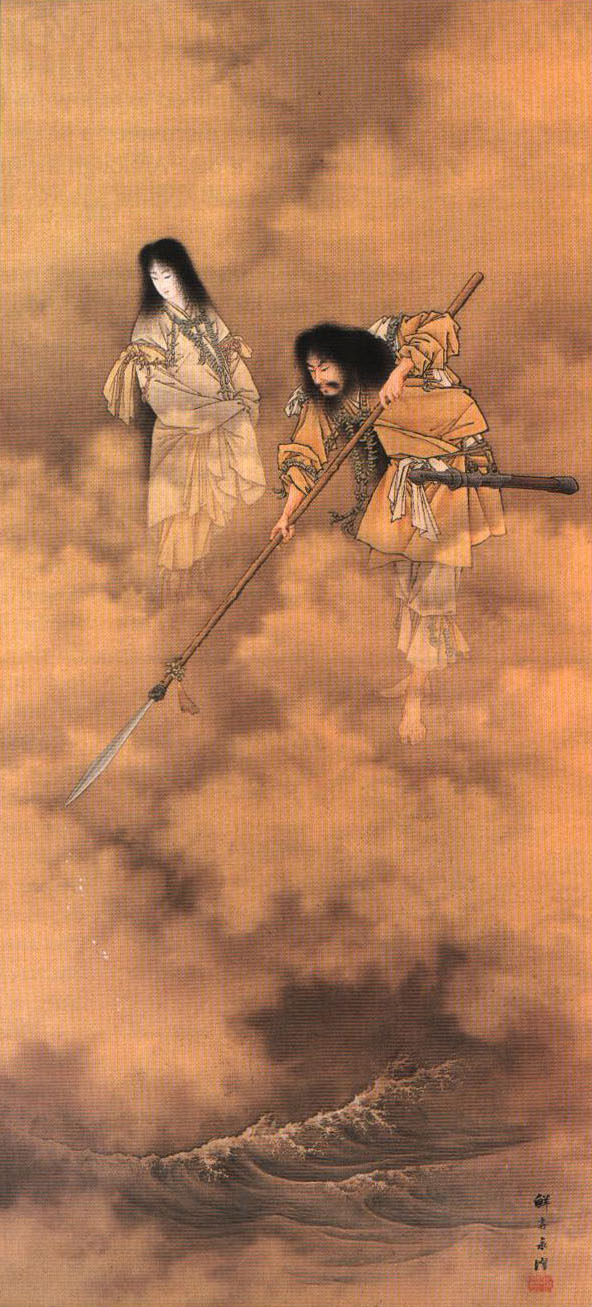
إزانامي وإزاناغي

تقول الأسطورة، بأنه قبل آلاف السنين نزلت الآلهة من السماء وطلبت جبلين اثنين كمكان لقضاء الليل. ومع قمته الكبيرة والمخروط المثالي الجميل، رفض جبل فوجي العرض علوا من نفسه وغطرسة منه، وبأنه لا يحتاج إلى البركة الألوهية. من ناحية أخرى، رحب جبل تسوكوبا بتواضع بضيف الشرف، حتى أنه قدم الغذاء والمياه. اليوم، فإن جبل فوجي هو جبل بارد وحيد أجرد، بينما تغطي النباتات جبل تسوكوبا وتملئه الألوان على طول المواسم.
كما تقول الأساطير القديمة بأن الإله الذكر إزاناغي نزل في قمة نيوتاي، والإلهة الأنثى إزانامي نزلت في قمة نانتاي من جبل تسوكوبا. ومن هناك أنجبا آلهة أخرى، وحتى اليابان نفسها.

## وصلات خارجية
- الموقع الرسمي لجبل تسوكوبا (باليابانية)